# Excorallana costata
Excorallana costata là một loài chân đều trong họ Corallanidae. Loài này được Lemos de Castro miêu tả khoa học năm 1960.